# Filip Ludvík Václav ze Sinzendorfu
Filip Ludvík Václav hrabě ze Sinzendorfu (Philipp Ludwig Wenzel Graf von Sinzendorf) (26. prosince 1671, Vídeň – 8. února 1742, Vídeň) byl rakouský státník a diplomat. Od mládí se uplatňoval v diplomatických službách a vynikl během války o španělské dědictví. Později patřil k vlivným poradcům císaře Karla VI. a ve funkci rakouského nejvyššího kancléře (1715–1742) byl téměř třicet let přední osobností zahraniční politiky habsburské monarchie. Po otci a starším bratrovi zdědil velký majetek v Čechách (Konopiště, Postoloprty), obě panství kvůli dluhům prodal. Sňatkem s hraběnkou Valdštejnovou získal majetek na jižní Moravě a jeho hlavním sídlem se stal zámek v Židlochovicích. V roce 1712 byl jmenován rytířem Řádu zlatého rouna.

## Kariéra

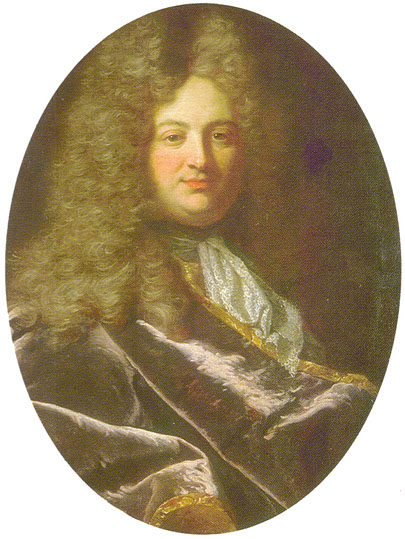
Filip Ludvík Sinzendorf jako velvyslanec ve Francii (1701, Hyacinthe Rigaud)

Pocházel ze starého rakouského šlechtického rodu, náležel k linii Sinzendorf-Neuburg. Byl mladším synem dlouholetého prezidenta dvorské komory Jiřího Ludvíka Sinzendorfa (1616–1681) a jeho manželky, šlesvicko-holštýnské princezny Doroty Alžběty (1645–1725). Pro Filipa Ludvíka byla původně určena církevní dráha a získal post kanovníka v Kolíně nad Rýnem. Po smrti staršího bratra Kristiána Ludvíka (1669–1687), který padl v bitvě u Moháče, se duchovní dráhy vzdal a vstoupil do státních služeb. V roce 1694 byl jmenován císařským komořím a v roce 1695 se stal členem říšské dvorské rady. Mezitím začal působit jako diplomat, na přelomu let 1694 a 1695 pobýval v Mnichově a již v sedmadvaceti letech byl jmenován císařským velvyslancem ve Francii (1699–1701). Do Paříže přijel v srpnu 1699, na první oficiální audienci k Ludvíkovi XIV. byl pozván v říjnu. Versailles musel opustit po začátku války o španělské dědictví. V roce 1701 byl jmenován císařským tajným radou a od roku 1705 byl dvorským kancléřem. Patřil k blízkým spolupracovníkům Josefa I., po jeho boku se zúčastnil obléhání pevnosti Landau, mezitím byl znovu pověřován diplomatickými úkoly. Mimo jiné jednal s vévodou Marlboroughem a v letech 1709–1711 byl vyslancem v Nizozemí. Po smrti Josefa I. se zúčastnil volby Karla VI. římským císařem ve Frankfurtu nad Mohanem (1711), poté vedl habsburskou diplomacii na mírových jednáních v Utrechtu. V roce 1712 obdržel Řád zlatého rouna a po skončení války o španělské dědictví zůstával ve Vídni jako státní a konferenční ministr, po smrti Jana Bedřicha Seilerna byl jmenován prvním, respektive nejvyšším dvorským kancléřem (1715–1742).
Po celou dobu vlády Karla VI. patřil k jeho nejvlivnějším poradcům a ve funkci dvorského kancléře se věnoval především zahraniční politice. V letech 1722–1727 byl vůdčí osobností Ostendské společnosti, jejímž cílem bylo prosadit habsburskou monarchii v mezinárodním námořním obchodu, společnost byla ale zrušena po protestech ze strany Francie a Velké Británie. V roce 1723 pobýval v Praze při příležitosti korunovace Karla VI. českým králem (měl pronajatý palác Kinských na Pohořelci), během pobytu v Čechách navštívil také Hořovice, cestou zpět do Vídně se zastavil v Jaroměřicích nad Rokytnou a Brtnici. V roce 1728 byl delegátem na kongresu v Soissons, kde neuspěl proti diplomacii kardinála Fleuryho a dočasně ztratil přízeň Karla VI. V Soissons vznikl jeho nejznámější portrét namalovaný francouzským dvorním portrétistou Hyacinthem Rigaudem (Rigaud jej portrétoval předtím již v roce 1701 jako vyslance ve Francii). Vzhledem k tomu, že Karel VI. neměl mužské potomstvo, stala se základní linií rakouské zahraniční politiky pragmatická sankce zajišťující nástupnictví v ženské linii. Sinzendorf řadu let pracoval na tom, aby pragmatickou sankci uznaly jednotlivé korunní země, říšské státy i zahraniční velmoci. Již od roku 1722 také prosazoval návrh sňatku Marie Terezie s lotrinským vévodou Františkem Štěpánem (ke svatbě došlo v roce 1736). Své postavení ve funkci kancléře si udržel i na počátku vlády Marie Terezie. Mimo jiné zastával čestnou hodnost dědičného pokladníka Svaté říše římské a od roku 1705 byl protektorem Akademie výtvarných umění ve VídniAkademie výtvarných umění. Zemřel v únoru 1742 ve věku 71 let.

## Majetkové a rodinné poměry

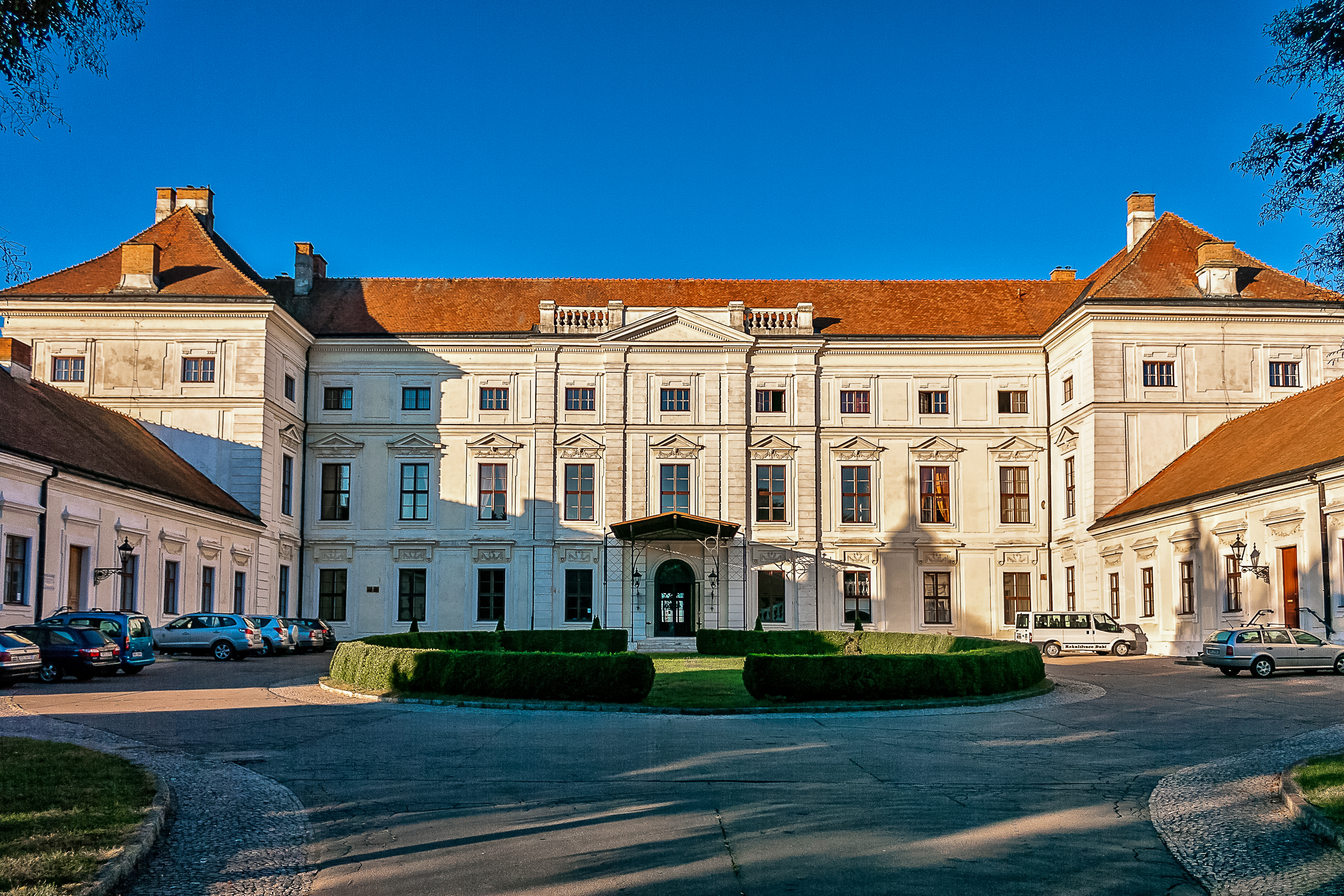
Zámek Židlochovice, hlavní sídlo Filipa Ludvíka Sinzendorfa

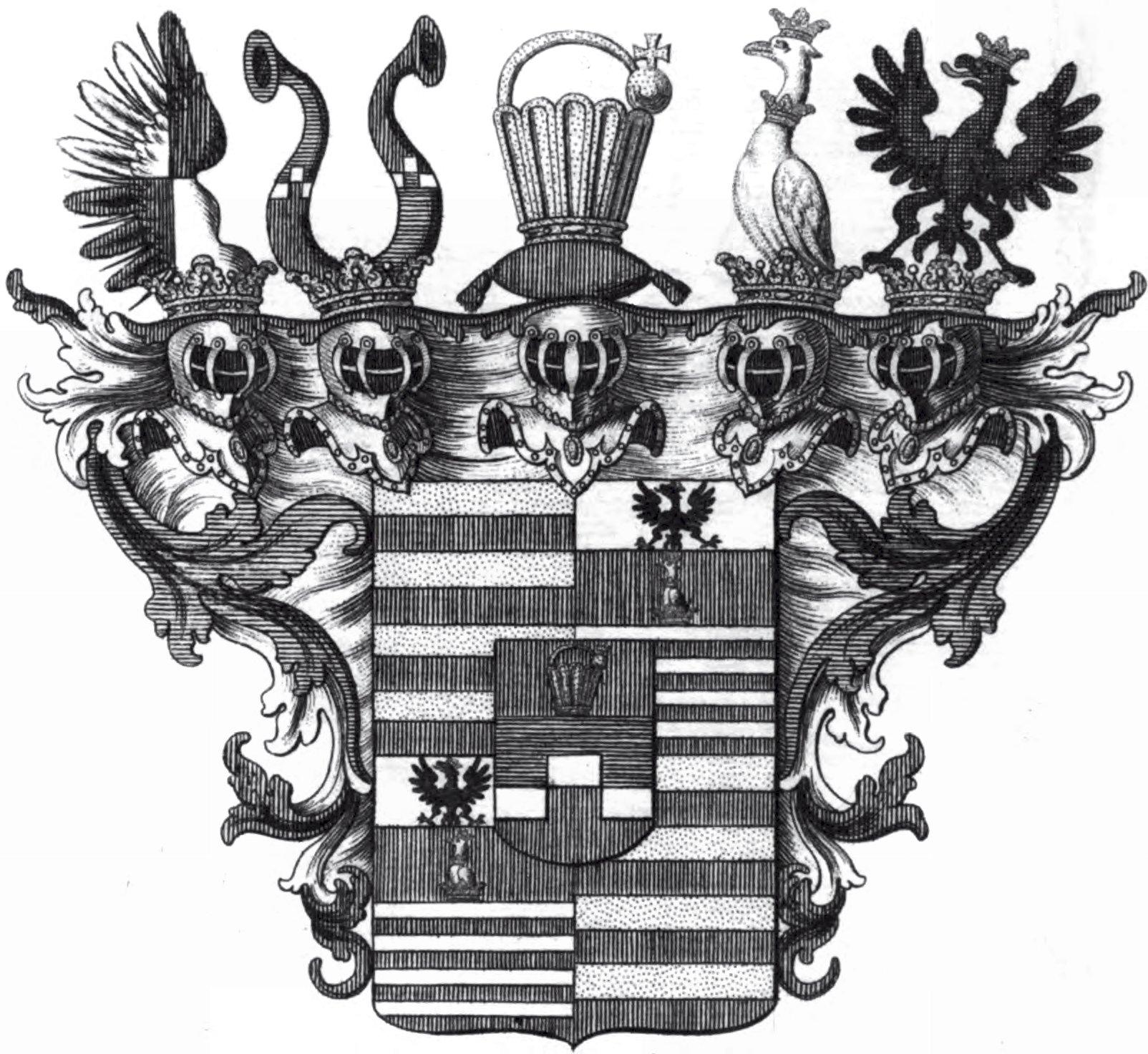
Erb rodu Sinzendorfů

Po otcově smrti kromě statků v Rakousku zdědil v Čechách panství Konopiště (1681), po smrti staršího bratra Kristiána Ludvíka, který padl v Uhrách, převzal i Postoloprty (1687). Postoloprtské panství prodal v roce 1692 za 600 000 zlatých Schwarzenbergům, později prodal i Konopiště, které v roce 1701 koupili Přehořovští z Kvasejovic za 221 000 zlatých. Mezitím prodal v roce 1698 také panství se zámkem Neuburg v Bavorsku, které bylo taktéž součástí dědictví po otci. Palác ve Vídni prodal v roce 1705 Václavu Norbertovi Kinskému. Od své manželky a její sestry koupil v roce 1714 za 660 000 zlatých jejich dědictví panství Židlochovice, již předtím ale do podoby zámku a parku zasahoval. Pro přeměnu židlochovického zámeckého parku do podoby francouzské zahrady angažoval v roce 1708 významné zahradní architekty. Zámek v Židlochovicích prošel v letech 1720–1729 radikální přestavbou (autorem projektu byl pravděpodobně francouzský architekt Robert de Cotte), v návaznosti na přestavbu zámku vznikla v parku budova oranžérie (1727–1728). Od Filipových synů koupili v roce 1743 židlochovické panství Ditrichštejnové. Z titulu funkce nejvyššího dvorského kancléře inicioval výstavbu budovy rakouského kancléřství (1717–1733) podle projektu J. L. Hildebrandta.
V roce 1696 se oženil s hraběnkou Reginou Kateřinou z Valdštejna (1672–1733), dcerou Oktaviána Ladislava z Valdštejna a vdovou po hraběti Vilému Löwensteinovi. Regina Kateřina byla spolu se sestrou Marií Annou, provdanou Paarovou, dědičkou panství Židlochovice na jižní Moravě. Z jejich manželství pocházelo pět dětí. Synové profitovali na otcově vlivném postavení, ale jeho významu nedosáhli.
- 1. Jan Vilém Edmund (10. září 1697 – 7. ledna 1766), c. k. tajný rada, komoří, španělský grand I. třídy, rytíř Řádu zlatého rouna
- 2. Filip Ludvík (1699–1747), kníže-biskup vratislavský, kardinál
- 3. Marie Josefa Anna (1700–1762), manžel 1717 František Václav hrabě ze Sinzendorfu (1695–1734), říšský dvorní rada, vyslanec Českého království u říšského sněmu v Řezně, rakouský vyslanec v Nizozemí
- 4. Oktavián Karel Mikuláš (1702–1767), c. k. tajný rada, komoří, generálmajor, velkopřevor Maltézského řádu v Uherském království
- 5. Josef Bernard (1708–1758), kanovník v Pasově

V koprodukčním seriálu Marie Terezie (2017) jeho osobnost ztvárnil Alois Švehlík.